# Альбер Робіда
Альбер Робіда (фр. Albert Robida; 14 травня 1848 , Комп'єнь  — 11 жовтня 1926 , Неї-сюр-Сен ) — французький карикатурист, ілюстратор та письменник. Протягом 12 років редагував і видавав журнал La Caricature. У 1880-ті написав футуристичну трилогію романів, ставши предтечею стимпанку.

## Життєпис
Народився в родині теслі. Спочатку вчився на нотаріуса, але вважав за краще стати карикатуристом. У 1866 році вступив у редакцію журналу Amusant як ілюстратор. У 1880 році разом з Жоржем Деко заснував свій власний журнал La Caricature, яким займався до 1892 року. У 1900-х створює 520 ілюстрацій до щотижневої серії П'єра Жиффара La Guerre Infernale.
Хоча він і є предтечею стимпанку, як і в дизельпанку, у Робіди активно використовується електрика (один з його романів називається «Електричне життя»). Передбачив танки, лінкори, авіацію, відеотелефони, дистанційне навчання, дистанційні покупки, домофони, відеодомофони, відеодиски, відеотеки, телебачення, реаліті-шоу, системи відеоспостереження (зокрема концепцію Старшого Брата під іншою назвою), хімічну зброю, бактеріологічну зброю, протигаз, техногенні катастрофи, хмарочоси, гіпсокартон і пробні шлюби (спільне проживання перед укладенням шлюбу). Втратив популярність під час Першої світової, коли його прогнози почали збуватися з жахливою точністю, а сам Альбер, злякавшись пророчості своїх творінь, перестав малювати.

## Футуристична трилогія

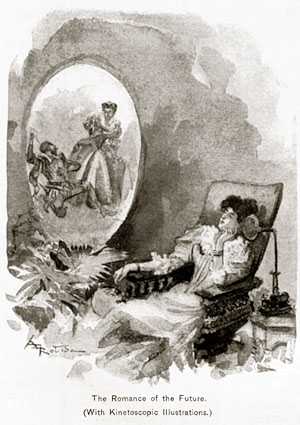
Відеотелефон

Творчість Альбера Робіди було знову відкрите завдяки його трилогії футуристичних романів:
- Le Vingtième Siècle («XX століття») (1883)
- La Guerre au vingtième siècle[en] («Війна в XX столітті») (1887)
- Le Vingtième siècle. La vie électrique («Двадцяте століття. Електричне життя») (1890)

Ці роботи схожі на твори Жюля Верна, але відрізняються відсутністю оптимізму, а технічні винаходи в них є надбанням громадськості. Передбачив появу сучасної військової техніки (танк, лінкор, авіація), зброї масового ураження (хімічної і бактеріологічної), відеопристроїв, хмарочосів, гіпсокартону та соціальні зміни (емансипація жінок, масовий туризм, екологічні забруднення). Завдяки цим книгам вважається предтечею стимпанку.